# Hanau Hauptbahnhof
Hanau Hauptbahnhof is een spoorwegstation in de Duitse plaats Hanau. Het station behoort tot de Duitse stationscategorie 2.